# Забытые (фильм, 2009)
«Забытые» (англ. The Forgotten Ones) — фильм ужасов 2009 года режиссёра Йорга Иле. В российский прокат картина вышла под названием «Племя».

## Сюжет
Компания из пятерых человек отправляется на отдых на яхте. Однако, яхта налетает на риф и терпит крушение. Компанию выбрасывает на один из Антильских островов. На острове обитает стая т. н. «забытых», являющихся, по сути, каннибалами.

## В ролях
- Джуэл Стэйт — Лиз
- Джастин Бальдони — Питер
- Марк Бачер — Айра
- Никки Гриффин — Лорен
- Келлан Латс — Джейк
- Хелена Баррет — Майра

## Съёмочная группа
- Режиссёр: Йорг Иле (Jorg Ihle)
- Сценарий: Йорг Иле (Jorg Ihle)
- Продюсеры: Уоллес Бальбоа (Wallace Balboa)
- Оператор: Кристофер Попп (Christopher Popp)
- Композитор: Кайл Кеннет Баттер (Kyle Kenneth Batter)
- Монтаж: Эд Маркс (Ed Marx)
- Художник-постановщик: Уилльям Бадж (William Budge), Николь Лобарт (Nicole Lobart)
- Художник по костюмам: Свинда Рейчелт (Swinda Reichelt)

## Производство
- Avatar Media